# 大井川ダム
大井川ダム（おおいがわダム）は、静岡県榛原郡川根本町奥泉、大井川水系の本流大井川に建設された中部電力の発電専用ダムである。
大井川水系でも歴史の古いダムで、大井川鐵道井川線の前身の大井川電力の専用鉄道は、このダムの建設のために作られた。
2006年3月16日17時29分から19時16分の1時間47分、大井川ダムにおいて、維持流量放流設備の放流ゲートの異常動作による放流が発生した。異常放流による水難事故等は発生しなかった。中部電力は調査の結果、原因を

- ゲート周囲に取り付けた水漏れ防止ゴムが劣化により変形し、ゲートが閉じない故障が発生した。
- ゲートが閉じない場合、ゲートを再開閉する自動制御に移行するが、自動制御のプログラムに誤りがあり、ゲートが閉じない状態が続いた。
- ゲートが閉じない状態が継続すると制御プログラムが「自動異常」（ゲートが自動制御できない状態）と判定し、ゲート全開となった。

としており、ゲートの改修と制御プログラムの修正を行い、類似の5施設（寸又川ダム、境川ダム、塩郷ダム、笹間川ダム、久々野ダム）についても同様の措置を講じるとしている。